# Evangelische Erwachsenenbildung – Bundesverband
Der Evangelische Erwachsenenbildung - Bundesverband e. V. (EEB Bundesverband), bis 2023 Deutsche Evangelische Arbeitsgemeinschaft für Erwachsenenbildung (DEAE), ist der bildungspolitische Dachverband auf Bundesebene der evangelischen Erwachsenenbildung in Deutschland. Die Bundesgeschäftsstelle befindet sich im westfälischen Münster.

## Aufgaben
Der EEB Bundesverband ist Dachverband der evangelischen Erwachsenenbildung unter der Trägerschaft der EKD. Er fördert und unterstützt die Zusammenarbeit der im Themenfeld Erwachsenenbildung tätigen Einrichtungen und Werke in folgenden Schwerpunkten:
- Innerverbandlicher Austausch über Fortbildungskonzeptionen.
- Absprachen für übergreifende gemeinsame Fortbildungsaufgaben.
- Kooperation mit Universitäten, wissenschaftlichen Instituten und kirchlichen Partnern.
- Dokumentation des Leistungsspektrums Evangelischer Erwachsenenbildung und aufgabenbezogene Projektarbeit.

Weitere Themengebiete sind die religiöse und theologische Bildung, die politische Bildung, Globales Lernen, Familienbildung, Grundbildung und Alphabetisierung sowie die Qualifizierung von Mitarbeitenden.

## Organe und Leitung
Die Arbeitsgemeinschaft wird durch die Mitgliederversammlung, den Vorstand und die Bundesgeschäftsstelle geleitet. Die Arbeitsgemeinschaft ist mit dem Comenius-Institut, Evangelische Arbeitsstätte für Erziehungswissenschaft eng verknüpft.

## Mitglieder
(Quelle: )
- Arbeitsgemeinschaft für Ev. Erwachsenenbildung in Bayern e. V.
- Arbeitsgemeinschaft für Erwachsenenbildung der Ev. Kirche Hessen und Nassau (EKHN)
- Arbeitsgemeinschaft für Erwachsenenbildung der Ev. Kirche von Kurhessen-Waldeck (EKKW)
- Ev. Arbeitsgemeinschaft Erwachsenenbildung der Nordkirche
- Ev. Arbeitsgemeinschaft für Erwachsenenbildung in Baden
- Ev. Arbeitsgemeinschaft für Erwachsenenbildung Berlin-Brandenburg e. V.
- Ev. Erwachsenenbildung Anhalt
- Ev. Erwachsenenbildung Hessen
- Ev. Erwachsenenbildung Niedersachsen
- Ev. Erwachsenenbildung Sachsen
- Ev. Erwachsenenbildung Sachsen-Anhalt
- Ev. Erwachsenenbildung Thüringen
- Ev. Erwachsenen- und Familienbildung Westfalen-Lippe
- Ev. Erwachsenen- und Familienbildung in Württemberg[3]
- Ev. Landesarbeitsgemeinschaft für Erwachsenenbildung in Rheinland-Pfalz
- Ev. Bildungswerk Bremen
- Ev. Erwachsenenbildungswerk Nordrhein
- Landesarbeitsgemeinschaft für Erwachsenenbildung im Saarland

### Weitere Werke und Verbände
- Akademie für Kirche und Diakonie
- Bildungswerk der Ev.-methodistischen Kirche
- Diakonie Deutschland, Ev. Werk für Diakonie und Entwicklung
- Ev. Akademien in Deutschland
- Ev. Gruppe der Heimvolkshochschulen in Deutschland
- Gesellschaft für Bibliodrama
- Sektion städtischer und regionaler Bildungsstätten in der DEAE
- Verband der Ev. Studierendengemeinden in Deutschland

## Träger/Förderer
- Evangelische Kirche in Deutschland (EKD)
- Bundesministerium für Bildung und Forschung
- Bundesministerium für Familie, Senioren, Frauen und Jugend
- Bundeszentrale für politische Bildung[4]

## Mitgliedschaften des EEB Bundesverbands
(Quelle: )
- Bundesarbeitsgemeinschaft der Seniorenorganisationen (BAGSO)
- Bundesforum Familie
- Comenius-Gesellschaft/Institut
- Deutsches Institut für Erwachsenenbildung (DIE)
- Europäischer Verband für Erwachsenenbildung (EAEA)
- Oikosnet Europe
- Evangelische Aktionsgemeinschaft für Familienfragen (EAF)
- Evangelische Arbeitsgemeinschaft für Altenarbeit in der EKD (EAFA)
- Forum Ziviler Friedensdienst
- Kirchliche Konferenz der Werke und Verbände (KKWV)
- Konzertierte Aktion Weiterbildung